# Sondrio
Pour les articles homonymes, voir Sondrio (homonymie).
Sondrio est une commune italienne d'environ 22 000 habitants, chef-lieu de la province du même nom, située en Lombardie.

## Administration
| Période                                  | Période         | Identité                    | Étiquette       | Qualité                 |
| ---------------------------------------- | --------------- | --------------------------- | --------------- | ----------------------- |
| 10 juin 2003                             | 26 juillet 2007 | Bianca Bianchini            | L'Olivier       |                         |
| 26 juillet 2007                          | 28 avril 2008   | Tiziana Giovanna Costantino |                 | Commissaire préfectoral |
| 28 avril 2008                            | En cours        | Alcide Molteni              | Parti démocrate |                         |
| Les données manquantes sont à compléter. |                 |                             |                 |                         |

### Hameaux
Triangia, Ligari, Moroni, S. Anna, Colda, Ponchiera, Mossini, Arquino.

### Communes limitrophes
Albosaggia, Caiolo, Castione Andevenno, Faedo Valtellino, Montagna in Valtellina, Spriana, Torre di Santa Maria.